# Анатоксин
Анатокси́н (токсоид, от греч. ανα- [ana-] «против, обратное действие» + токсин) — препарат  из токсина, не имеющий выраженных токсических свойств, но при этом способный индуцировать выработку антител к исходному токсину. Обычно инактивация токсина производится путём длительного выдерживания в тёплом разбавленном растворе формалина. Анатоксины используются для профилактики инфекционных заболеваний, в основе патогенеза которых лежит интоксикация: дифтерии, столбняка, газовой гангрены, отравлений токсином стафилококка и т.п.